# Provincia di Napoli
La provincia di Napoli è stata una provincia italiana, all'interno della regione Campania, esistita fino al 2014, quando è stata soppressa per far posto alla città metropolitana di Napoli. Era l'erede dell'omonima provincia già esistente nel Regno di Napoli e nel Regno delle Due Sicilie, fondata nel 1806.

## Storia

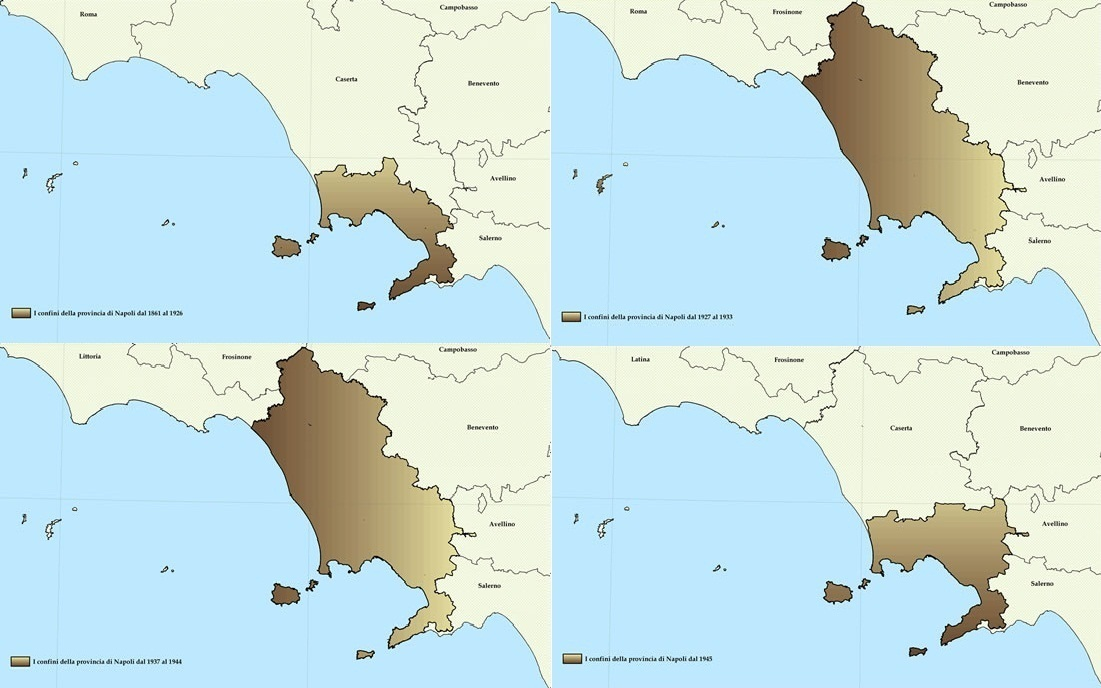
Variazioni territoriali della Provincia di Napoli (1806 -1945)

Con l'espansione urbana di Napoli durante il regime fascista, dovuta all'annessione di una parte degli antichi casali autonomi che oggi corrispondono ai quartieri periferici della città e la soppressione della provincia di Terra di Lavoro nel 1927, la provincia napoletana amplia il suo territorio rispetto a quello delimitato agli inizi del '800 durante il dominio francese,  ingloba i circondari dell'antica Liburia compreso le isole ponziane.
La decisione di sopprimere la Terra di Lavoro, fu sicuramente impopolare e ritenuta penalizzante da gran parte della popolazione e della politica locale.
Il Duce motivò che tale scelta era dettata dalla precisa volontà di dare a Napoli il necessario respiro territoriale, spiegando che la Terra di lavoro era “un'assurda eredità medievale”, per cui Caserta, sviluppatasi attorno alla reggia borbonica, per sua natura e vocazione doveva esercitare il ruolo della Versailles di Napoli. Napoli in effetti, per estensione territoriale era la penultima provincia del Regno, ma l'idea di farne una città di respiro mediterraneo si dimostrò sin dal primo momento un progetto solo ed esclusivamente propagandistico del regime fascista.
Nel 1945 con la fine della guerra e la caduta del regime fascista, con un decreto luogotenenziale (n. 373 dell'11 giugno 1945) il governo Bonomi, istituì la provincia di Caserta, comprendente la parte della provincia di Terra di Lavoro passata alla provincia di Napoli ad eccezione dei circondari di Nola e Acerra, mentre le isole di Ponza e Ventotene, furono annesse già nel 1937 alla provincia di Littoria, oggi provincia di Latina.
Quest'ultima pianificazione traccia il perimetro della attuale città metropolitana di Napoli, oggi caratterizzata da una diffusa urbanizzazione spesso incontrollata e che ha creato una delle conurbazioni più vaste d'Italia.

### Simboli
Il gonfalone e la bandiera erano stati concessi con decreto del presidente della Repubblica del 18 gennaio 2006.
Bandiera
Bandiera

## Piano territoriale

PTCP – Piano territoriale di coordinamento della Provincia di Napoli

La provincia di Napoli nel PTCP (Piano territoriale di coordinamento provinciale) suddivise il territorio in sei macro aree omogenee che oggi formano la città metropolitana di Napoli
con la conseguente abolizione della provincia, ai sensi della legge n°142/90, della riforma del titolo V dell'articolo 114 e della legge 42/2009 sulle autonomie locali.
Le leggi approvate prevedono il decentramento di funzioni amministrative nelle municipalità cittadine e nei comuni del comprensorio; il tutto è racchiuso nel progetto denominato Grande Napoli che porterà ad un nuovo assetto istituzionale del territorio.
La città metropolitana svolgerà i compiti fondamentali della Provincia, si dovrà occupare anche della pianificazione territoriale generale e delle reti infrastrutturali, della gestione dei servizi pubblici di ambito metropolitano, di mobilità e viabilità, di promozione e coordinamento dello sviluppo economico e sociale, come cassa avrà il patrimonio e le risorse umane e strumentali della Provincia soppressa.
1 – Municipi di Napoli.
| Municipalità I:    | Chiaia, Posillipo, San Ferdinando                              |
| Municipalità II:   | Avvocata, Montecalvario, Pendino, Porto, Mercato, San Giuseppe |
| Municipalità III:  | Stella, San Carlo all'Arena                                    |
| Municipalità IV:   | San Lorenzo, Vicaria, Poggioreale, Zona Industriale            |
| Municipalità V:    | Vomero, Arenella                                               |
| Municipalità VI:   | Ponticelli, Barra, San Giovanni a Teduccio                     |
| Municipalità VII:  | Miano, Secondigliano, San Pietro a Patierno                    |
| Municipalità VIII: | Piscinola, Marianella, Scampia, Chiaiano                       |
| Municipalità IX:   | Soccavo, Pianura                                               |
| Municipalità X:    | Bagnoli, Fuorigrotta                                           |

2 – Entroterra nord: 

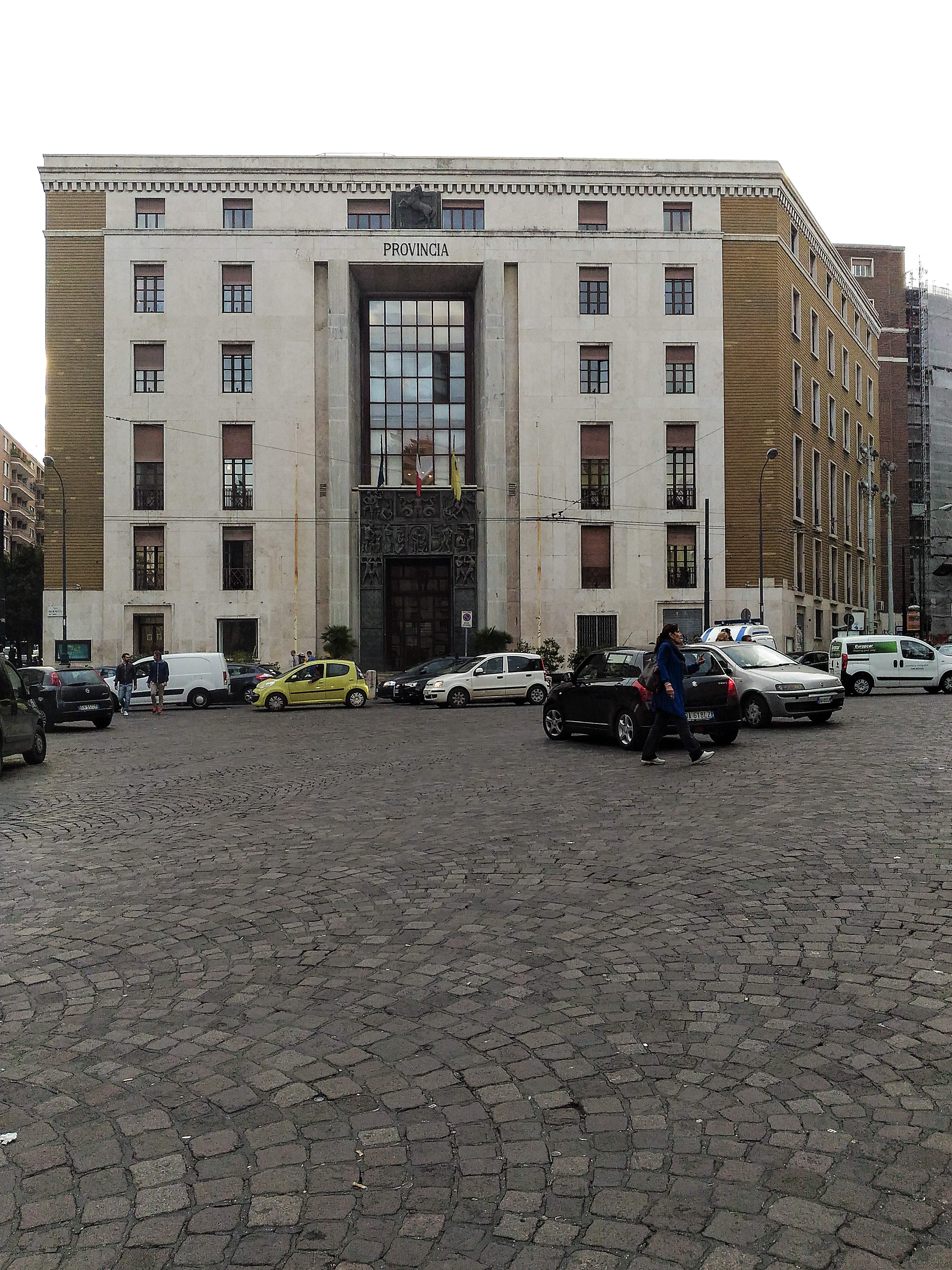
Il Palazzo Matteotti, ex sede della provincia

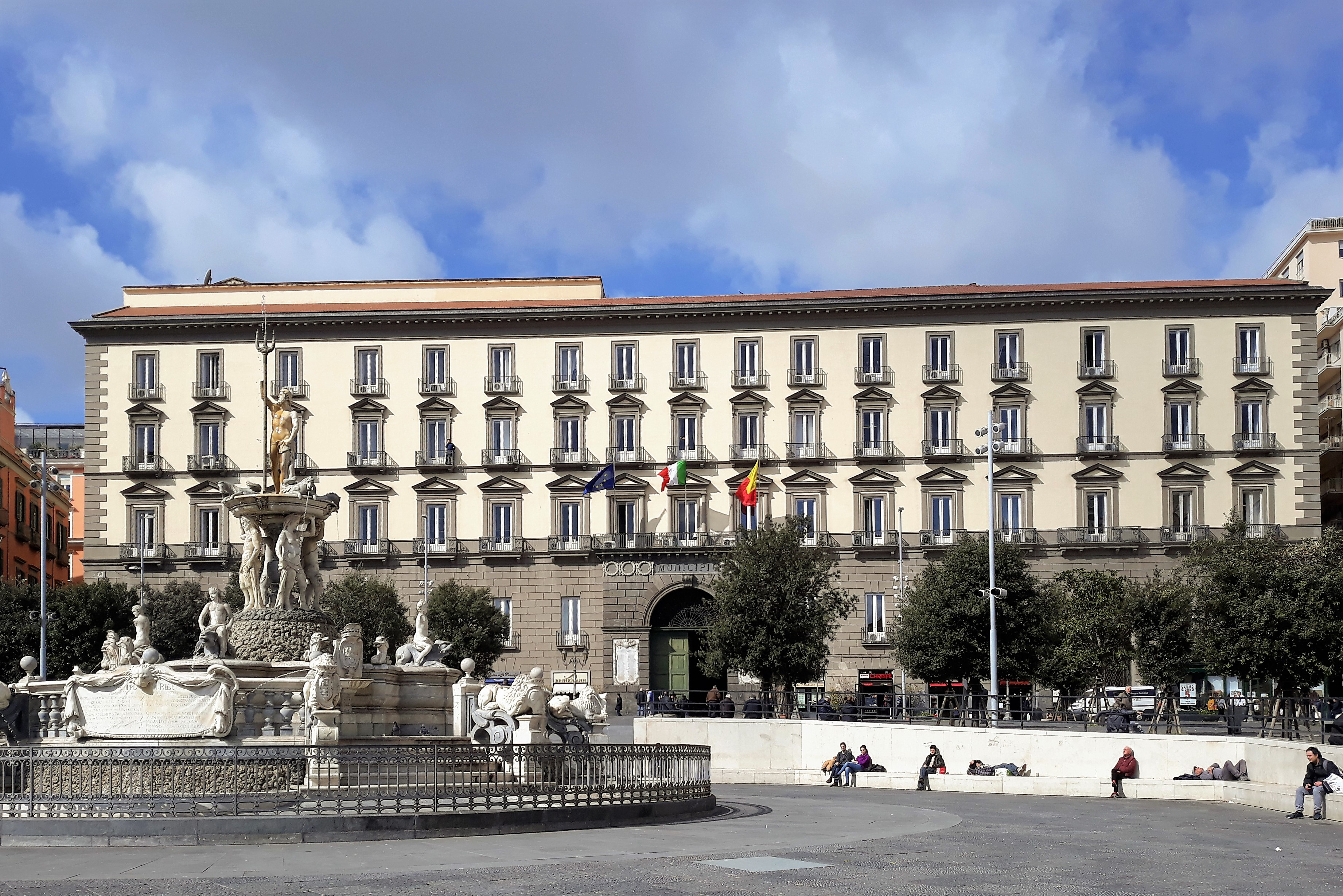
Palazzo San Giacomo, sede del comune di Napoli

Le 10 municipalità del Comune di Napoli

- Napoli nord: Arzano, Casandrino, Casavatore, Frattamaggiore, Frattaminore, Grumo Nevano, Sant'Antimo.
- Napoli nord – ovest: Calvizzano, Giugliano, Marano di Napoli, Mugnano di Napoli, Qualiano, Villaricca, Melito.
- Napoli nord – est: Acerra, Afragola, Brusciano, Caivano, Cardito, Casalnuovo di Napoli, Casoria, Castello di Cisterna, Crispano, Pomigliano d'Arco.

3 – Area vesuviana:
- Interna: Boscoreale, Boscotrecase, Cercola, Massa di Somma, Ottaviano, Poggiomarino, Pollena Trocchia, Pompei, San Giorgio a Cremano, San Giuseppe Vesuviano, San Sebastiano al Vesuvio, Sant'Anastasia, Somma Vesuviana, Striano, Terzigno, Trecase, Volla.
- Costiera: Castellammare di Stabia, Ercolano, Portici, Torre Annunziata, Torre del Greco.

4 – Area nolana: Camposano, Carbonara di Nola, Casamarciano, Cicciano, Cimitile, Comiziano, Liveri, Mariglianella, Marigliano, Nola, Palma Campania, Roccarainola, San Gennaro Vesuviano, San Paolo Bel Sito, San Vitaliano, Saviano, Scisciano, Tufino, Visciano.
5 – Area flegrea con le isole di Ischia e Procida: Bacoli, Barano d'Ischia, Casamicciola Terme, Forio, Ischia, Lacco Ameno, Serrara Fontana, Monte di Procida, Pozzuoli, Procida, Quarto.
6 – Penisola sorrentina con l'isola di Capri: Agerola, Anacapri, Capri, Casola di Napoli, Gragnano, Lettere, Massa Lubrense, Meta, Piano di Sorrento, Pimonte, Sant'Agnello, Sant'Antonio Abate, Santa Maria la Carità, Sorrento, Vico Equense.

## Comuni
Appartenevano alla provincia di Napoli i seguenti 92 comuni:
- Acerra
- Afragola
- Agerola
- Anacapri
- Arzano
- Bacoli
- Barano d'Ischia
- Boscoreale
- Boscotrecase
- Brusciano
- Caivano
- Calvizzano
- Camposano
- Capri
- Carbonara di Nola
- Cardito
- Casalnuovo di Napoli
- Casamarciano
- Casamicciola Terme
- Casandrino
- Casavatore
- Casola di Napoli
- Casoria
- Castellammare di Stabia
- Castello di Cisterna
- Cercola
- Cicciano
- Cimitile
- Comiziano
- Crispano
- Ercolano
- Forio
- Frattamaggiore
- Frattaminore
- Giugliano in Campania
- Gragnano
- Grumo Nevano
- Ischia
- Lacco Ameno
- Lettere
- Liveri
- Marano di Napoli
- Mariglianella
- Marigliano
- Massa Lubrense
- Massa di Somma
- Melito di Napoli
- Meta
- Monte di Procida
- Mugnano di Napoli
- Napoli
- Nola
- Ottaviano
- Palma Campania
- Piano di Sorrento
- Pimonte
- Poggiomarino
- Pollena Trocchia
- Pomigliano d'Arco
- Pompei
- Portici
- Pozzuoli
- Procida
- Qualiano
- Quarto
- Roccarainola
- San Gennaro Vesuviano
- San Giorgio a Cremano
- San Giuseppe Vesuviano
- San Paolo Bel Sito
- San Sebastiano al Vesuvio
- San Vitaliano
- Sant'Agnello
- Sant'Anastasia
- Sant'Antimo
- Sant'Antonio Abate
- Santa Maria la Carità
- Saviano
- Scisciano
- Serrara Fontana
- Somma Vesuviana
- Sorrento
- Striano
- Terzigno
- Torre Annunziata
- Torre del Greco
- Trecase
- Tufino
- Vico Equense
- Villaricca
- Visciano
- Volla

## Infrastrutture e trasporti

### Ferrovie
Fra il 1881 e il 1960 in provincia di Napoli fu attiva l'estesa rete extraurbana su ferro realizzata ad opera Société Anonyme des Tramways Provinciaux, azienda belga che eserciva le linee tranviarie Napoli-Aversa/Giugliano, Aversa-Albanova, Napoli-Frattamaggiore e Napoli-Caivano.